# Naturforschende Gesellschaft in Zürich
Die Naturforschende Gesellschaft in Zürich (NGZH) ist eine 1746 gegründete Gesellschaft zur Förderung der Naturwissenschaften. Sie wurde von Johannes Gessner und anderen Bürgern in Zürich als Physicalische Societät ins Leben gerufen und ist eine der ältesten naturwissenschaftlichen Gesellschaften sowohl der Schweiz als auch im deutschen Sprachraum.

## Geschichte

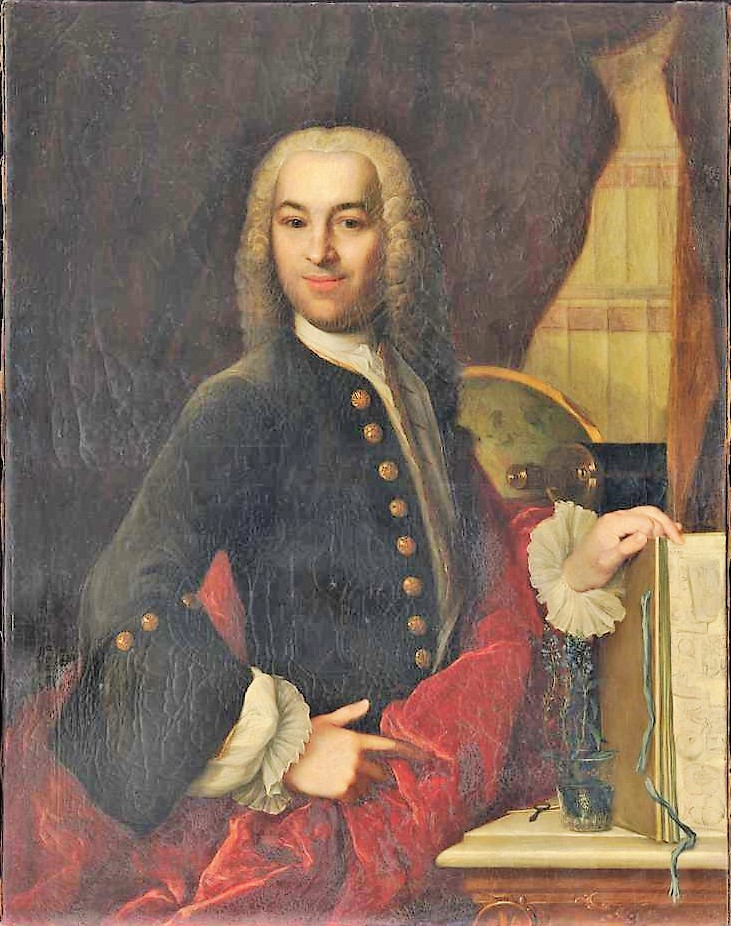
Stadtarzt, Professor für Physik und Mathematik, Universalgelehrter und Gründer der Naturforschenden Gesellschaft in Zürich (NGZH) Johannes Gessner.

Im Zeitalter der Aufklärung widmete man sich den damals aufblühenden Naturwissenschaften, d. h. neben Physik auch Mathematik, Technik, Landwirtschaft, Medizin, Pharmazie und insbesondere Naturhistorie (worunter man beschreibende Naturwissenschaften wie Zoologie, Botanik, Meteorologie, Geologie, Geographie und Astronomie verstand). Zürcher Bürger pflegten ihre akademischen Studien an ausländischen Hochschulen zu erweitern und zu vollenden. Die heimische hohe Schule, das Collegium Carolinum am Grossmünster, genoss für Philologie, Philosophie und Theologie – und zunehmend auch für die 1558 eingerichtete Vollprofessur (damals Chorherr) für Physik und Mathematik – grosses Ansehen, aber den nach Hause zurückgekehrten Akademikern fehlte ein «gemeinschaftliches wissenschaftliches Arbeiten, gegenseitige Anregung und Gedankenaustausch». So gelangte man «an Herrn Doctor und Chorherren Johannes Gessner, dessen Erfahrung und Kenntnissen zu der Ausführung eines solchen Vorhabens behilflich seyn könnten. […] Zu diesem Antrag kam bald darauf in einer Privatunterredung eine Aufmunterung […] an Herrn Chorherrn Gessner, dass hier in Zürich, wie in Engelland, öffentliche mit Versuchen zu begleitende Vorlesungen über die Physik gehalten […] werden möchten.»

Der aktuelle Präsident Fritz Gassmann

So wurde am 10. August 1746 die Naturforschende Gesellschaft in Zürich (NGZH) gegründet und übernahm Aufgaben, die sonst Akademien und Hochschulen zustehen. Ihr unterstand ein Botanischer Garten und eine Sternwarte. Darüber hinaus legte sie umfangreiche Sammlungen wissenschaftlicher Instrumente und eine umfassende Bibliothek an. Sie führte Aufzeichnungen über das tägliche Wetter und war für die korrekte Zeitmessung in Zürich verantwortlich. Von 1757 bis 1840 war die NGZH Hauptmieterin der Räumlichkeiten im Zunfthaus zur Meisen, wo neben dem Sitzungssaal auch ein Grossteil der Sammlung, ein astronomisches Observatorium und ein chemisches Labor untergebracht waren. Hier waren auch Grössen wie Johann Wolfgang von Goethe (1775) oder Alessandro Volta (1777) bei den Versammlungen zu Gast. Aufgrund der wachsenden Mitgliederzahlen waren die Räumlichkeiten von Zunftstuben (Meisen, Rüden, Zimmerleuten, Schmidstube) für die Versammlungen zunehmend ungeeignet, so dass die Gesellschaft 1943 schliesslich gänzlich in die grossen Hörsäle der inzwischen gegründeten ETH zog.
Bei ihren Versammlungen wurden nach dem Vorbild anderer wissenschaftlicher Gesellschaften, wie der Royal Society, auch Experimente durchgeführt. Von den Aktivitäten und Sammlungen der Gesellschaft profitierten die nicht zuletzt durch den starken Einfluss der NGZH aufgebauten naturwissenschaftlichen Fakultäten der 1833 gegründeten Universität Zürich und des 1855 eröffneten Eidgenössischen Polytechnikums (ab 1911 Eidgenössische Technische Hochschule (ETH) genannt), die 1880 gegründete Eidgenössische Materialprüfungsanstalt (EMPA), sowie die 1916 gegründete Zentralbibliothek der Stadt Zürich (ZBZ).

## Aktivitäten
Aktuell veranstaltet die NGZH jedes Jahr eine partiell online durchgeführte Vortragsreihe mit Gastrednern und organisiert Ausflüge und Forschungsreisen. Sie veröffentlicht kürzere wissenschaftliche Beiträge in der Vierteljahrsschrift sowie ein umfangreicheres Werk als Neujahrsblatt, das jeweils am 31. Dezember erscheint und am Morgen des 2. Januars in der Zentralbibliothek Zürich verkauft wird.
Sämtliche Publikationen seit dem Gründungsjahr (auch die Mittheilungen, Verhandlungen und Abhandlungen) sind elektronisch erfasst und frei über die Vereinswebsite einsehbar.
Durch die in Zürich gegründeten Hochschulen und das veränderte akademische Publikationsumfeld, haben sich der Aufgabenbereich und das Selbstverständnis der NGZH gewandelt. Die Gesellschaft sieht sich dem Dialog zwischen den einzelnen Disziplinen untereinander und mit der Öffentlichkeit verpflichtet – Science Communication und MINT-Förderung. Um diese Aufgabe der zunehmenden Vereinsmüdigkeit vor allem der jüngeren Generation zum Trotz erfüllen zu können, hat die Gesellschaft ihre Kommunikationskanäle um Social Media, sowie einen monatlichen Podcast (NGZH Journal Club) erweitert. Letzterer ist ein naturwissenschaftlicher Rückblick der NGZH auf den vergangenen Monat. Barbara Schnüriger (Biologie), Fritz Gassmann (Physik) und René Oetterli (Chemie) plaudern über aktuelle Publikationen aus Naturwissenschaft, Technologie, Medizin und Mathematik. 

## Mitgliedschaft
Die Gesellschaft ist öffentlich und steht jedermann offen. Zurzeit hat sie etwa 473 Mitglieder (Stand Januar 2023).

### Berühmte Mitglieder (in alphabetischer Reihenfolge)
- Pompejus Bolley (Chemiker)
- Rudolf Clausius (Physik, Entdecker des Zweiten Hauptsatzes der Thermodynamik)
- Carl Eduard Cramer (Botaniker)
- Carl Culmann (Bauingenieur)
- Peter Debye (Physiker)
- Albert Einstein (Physiker, Entdecker der Relativitätstheorie)
- Arnold Escher von der Linth (Geologe)
- Wilhelm Fiedler (Mathematiker)
- Hermann Fritz (Physiker, Begründer Polarlichtforschung)
- Heinrich Frey (Anatom, Zoologe)
- Johannes Gessner (Arzt, Universalgelehrter)
- Johann Kaspar Horner (Mathematiker, Astronom)
- Oswald Heer (Botaniker, Paläontologe, Entomologe)
- Albert Heim (Geologe)
- Ludimar Hermann (Physiologe)
- Alfred Kleiner (Physiker)
- Georg Lunge (Chemiker)
- Albert Mousson (Physiker, Malakologe)
- Johann Heinrich Rahn (Arzt, Mitgründer der ersten modernen Medizinschule für Zürich)
- Eduard Schär (Pharmazeut, Toxikologe)
- Paul Scherrer (Kernphysiker)
- Heinrich Rudolf Schinz (Zoologe)
- Erwin Schrödinger (Physiker, Entdecker der Schrödingergleichung)
- Heinrich Friedrich Weber (Physiker)
- Pierre Weiss (Physiker)
- Johannes Wislicenus (Chemiker)
- Laurenz Zellweger (Arzt)
- Gustav Zeuner (Ingenieur)